# Witkowitz (Adelsgeschlecht)

Wappen

Witkowitz (frühere Schreibweise Witkowic oder Witkowicki) ist der Name einer Adelsfamilie aus dem heutigen Polen, welche dann über Böhmen auch nach Österreich gelangte.

## Geschichte
Die Ursprünge der Familie Witkowic(ki) gehen auf das Jahr 1100 zurück, wo sie sich vermutlich aus dem Stamme der Vitkovice herauskristallisierten. Ansässig wurden sie in der Wojewodschaft Reussen, wo sie bis ins 18. Jahrhundert blieb. Greifbar wird die Familie mit der Zuerkennung des eigenen Wappens im Jahre 1697 und durch die galizische Ritterstandserhebung im 18. Jahrhundert. Hiazynth Rochus Felizian von Witkowic(ki) wurde, wie schon zuvor sein Vater Joseph, am 18. Oktober 1782 in die galizischen Adelsmatriken eingetragen. Auch sein Bruder Joseph wurde am 26. November 1784 als Ritter der galizischen Landtafel legitimiert.
Die heute verbliebenen beiden Familienzweige gehen auf Hiazynth Rochus Felizian von Witkowic(ki) zurück, dessen Nachfahren im 19. Jahrhundert nach Wien zogen und vorwiegend im militärischen Dienst des Kaiserhauses standen. In die Zeit des Umzuges nach Wien fiel auch die orthographische Änderung des Namens von Witkowic(ki) auf die heutige Form Witkowitz.

## Wappen
- Blasonierung: In einem blauen Schild befindet sich ein silbernes Hufeisen, welches von einem goldenen, geschweiften Tatzenkreuz (auch "Mantuanisches Kreuz", lat. Crux patens genannt) überhöht wird. Darunter ist ein gestürzter, silberner Pfeil zu sehen. Der Helm, der den Schild überragt ist ein Spangenhelm mit goldenem Visier und einer goldenen Kette. Die Helmzier ist ein nach links gewendeter halber Flug auf einer goldenen Laubkrone, der von einem silbernen Pfeil durchbohrt wird.

- Über den Ursprung des Wappens, das in ähnlicher Form auch von der Familie Dolega geführt wird, gibt es folgende Entstehungsgeschichte: Im Krieg des Königs Boleslaw Krzywousty (1102–1139) gegen die Preußen schoss ein Ritter Dolega des Wappens Pobog so glücklich, dass er den Führer der Preußen vom Pferd tötete. Dessen Soldaten wurden in der Folge von den Polen erfolgreich geschlagen. Als Belohnung erhielt Dolega zu seinem Wappen Pobog den Pfeil und das neue Wappen wurde nach ihm benannt. Im Unterschied zum Wappen der Dolega, wo er schwarz ist, ist der Flug im Wappen der Familie von Witkowic(ki) ein weißer.